# Santa Catarina Loxicha
Santa Catarina Loxicha är en kommun i Mexiko.   Den ligger i delstaten Oaxaca, i den sydöstra delen av landet, 500 km sydost om huvudstaden Mexico City.
Följande samhällen finns i Santa Catarina Loxicha:
- Portillo la Soledad
- Linda Vista